# Madam Blå
Madam Blå er en serie af blå kaffekander produceret af den danske virksomhed Glud & Marstrand indtil 1966. 

## Historie
Glud & Marstrand blev etableret i 1879 af blikkenslager Poul Glud (1850-1924) og isenkræmmer Troels Marstrand, med en produktion, der omfattede forskellige produkter af tin. I år 1895 begyndte virksomheden også at producere emaljeret køkkentøj, og det mest kendte produkt blev Madam Blå. Allerede i år 1900 rundede produktionen 1.000 kaffekander om dagen og 200.000 om året. Den ikoniske kaffekande kunne fås i 18 forskellige størrelser, fra 1 til 50 kopper kaffe.
Under 2. verdenskrig gik salget af Madam Blå sløjt, ligesom fabrikken havde svært ved at skaffe råvarer til produktionen. Efter krigen og frem til 1957 gik salget atter fremad, men i begyndelsen af 1960'erne måtte virksomheden tage en beslutning om, hvad der skulle gøres ved det vigende salg af emaljeret køkkenudstyr. Bestyrelsen besluttede i 1966 at stoppe for produktionen, og emaljeværket på Rentemestervej i København lukkede ved udgangen af samme år. Dagbladet Politiken skrev i november 1966 en nekrolog over Madam Blå med følgende afslutning: "Ære være Madam Blå's minde. Thi det er ikke blot hendes endeligt vi oplever – men afslutningen på et stykke værdifuld dansk kulturhistorie."

## Danmarks største
Danmark største kaffekande er en Madam Blå, som kaffegrossisten Peter Larsens Kaffe i Viborg som vartegn har ladet opstille ud til Holstebrovej. Kaffekanden blev skabt af JØLA Maskinfabrik i Brædstrup. Kaffekanden var med sin højde på 4,96 meter og vægt på 1,2 tons indtil 2012 optaget i Guinness Rekordbog som verdens største kaffekande.